# Света Петка (Сейнт Питърсбърг)
Вижте пояснителната страница за други значения на Света Петка.
Българската православна църква „Света Петка“ (на английски: St. Petka Bulgarian Orthodox Church) е българска православна църква в град Сейнт Питърсбърг, Флорида, САЩ, посветена на света Петка Българска. 

## Местоположение
Намира се в административния център на града.

## История
Сградата е строена като баптистка църква през 1931 година. Закупена е от българската общност в града на 18 ноември 2016 година. Основният ремонт на храма завършва с поставянето на купола преди Великденските празници на 2019 година. През лятото на 2021 година е завършено изграждането на изцяло нова олтарна част с масивен Свети Престол. 
Храмът се обслужва от йерей Димитър Димитров, който през 2019 година е назначен от Негово Високопреосвещенство Йосиф, митрополит на САЩ, Канада и Австралия.  

## Архитектура
Църквата е изградена в базиличен стил (като кораб) - символ на ковчега, в който се спасил от потопа Ной и неговите близки, а в наши дни в новия ковчег - храма, се спасяват вярващите в бурното житейско море. 
Конструкцията е дървена с площ 148 m2. През 1977 – 1978 г. е изградена пристройка с циментови тухли, която от горната страна е оформена като библиотека и офис, а под тях е разположено кухненско помещение с отделен вход. 
Максималният капацитет на сградата е 150 души, но оптимално може да побере 100 души. 